# Midnight Memories (One Direction)
Midnight Memories is het derde album van de Engels-Ierse boyband One Direction.
Het album zou aanvankelijk op 25 november 2013 uitkomen, maar door een fout van iTunes kwam het volledige album al beschikbaar op 18 november. Doordat velen het album al besteld hadden, viel het vanaf die datum overal te beluisteren.
De band zelf beschrijft dit album als: "A little edgier" en "Having a slightly rockier tone to it". De eerste single van het album was Best Song Ever, de tweede Story of My Life, de derde Midnight Memories en de vierde You & I.

## Tracklist
| Nr.                                      | Titel                         | Schrijver(s)                                                                                   | Producer(s)              | Lengte |
| ---------------------------------------- | ----------------------------- | ---------------------------------------------------------------------------------------------- | ------------------------ | ------ |
| 1                                        | Best Song Ever                | Wayne Hector, John Ryan, Ed Drewett, Julian Bunetta, James Corden                              | Bunetta, Ryan, Matt Rad  | 3:20   |
| 2                                        | Story of My Life              | Bunetta, Jamie Scott, Ryan, Louis Tomlinson, Liam Payne, Niall Horan, Harry Styles, Zayn Malik | Bunetta, Ryan            | 4:05   |
| 3                                        | Diana                         | Bunetta, Scott, Ryan, Tomlinson, Payne                                                         | Bunetta, Ryan            | 3:04   |
| 4                                        | Midnight Memories             | Bunetta, Scott, Ryan, Tomlinson, Payne                                                         | Bunetta, Ryan            | 2:56   |
| 5                                        | You & I                       | Bunetta, Scott, Ryan                                                                           | Bunetta, Ryan            | 3:57   |
| 6                                        | Don't Forget Where You Belong | Tom Fletcher, Danny Jones, Dougie Poynter, Horan                                               | Fletcher, Jones, Poynter | 4:01   |
| 7                                        | Strong                        | Bunetta, Scott, Ryan, Tomlinson                                                                | Bunetta, Ryan            | 3:04   |
| 8                                        | Happily                       | Savan Kotecha, Carl Falk, Styles                                                               | Falk, Kristian Lundin    | 2:55   |
| 9                                        | Right Now                     | Ryan Tedder, Tomlinson, Payne, Styles                                                          | Tedder, Jake Gosling     | 3:20   |
| 10                                       | Little Black Dress            | Bunetta, Ryan, Theodore Geiger, Tomlinson, Payne                                               | Bunetta, Ryan, Geiger    | 2:37   |
| 11                                       | Through the Dark              | Scott, Toby Smith, Tomlinson, Payne                                                            | Scott, Smith, Ryan       | 3:41   |
| 12                                       | Something Great               | Jacknife Lee, Gary Lightbody, Styles                                                           | Jacknife Lee             | 3:56   |
| 13                                       | Little White Lies             | Hector, Ryan, Drewett, Bunetta, Tomlinson, Payne                                               | Bunetta, Ryan            | 3:17   |
| 14                                       | Better Than Words             | Bunetta, Scott, Ryan, Tomlinson, Payne                                                         | Bunetta, Ryan            | 3:28   |
| Midnight Memories - The Ultimate Edition |                               |                                                                                                |                          |        |
| 15                                       | Why Don't We Go There?        | Steve Robson, Claude Kelly, Hector, Tomlinson                                                  | Robson                   | 2:54   |
| 16                                       | Does He Know?                 | Bunetta, Scott, Ryan, Tomlinson, Payne                                                         | Bunetta, Ryan, Scott     | 2:59   |
| 17                                       | Alive                         | Bunetta, Scott, Ryan, Tomlinson                                                                | Bunetta, Ryan, Rad       | 2:41   |
| 18                                       | Half a Heart                  | Robson, Drewett, Lindy Robbins                                                                 | Robson                   | 3:08   |